# Elefteros Tipos
Elefteros Tipos (gr. Ελεύθερος Τύπος hrv.‚slobodni tisak‘) su grčke kozervativne, dnevne novine.

## Vanjske poveznice
- Eleftheros Typos Website (grčki)